# Psyche (rumfartøj)
|  | Denne artikel beskriver en fremtidig begivenhed Denne artikel eller sektion handler om planlagt eller forventet fremtidig begivenhed. Der kan forekomme spekulativ information, og indholdet kan ændres dramatisk når begivenheden nærmer sig og mere information bliver tilgængelig. |

 For alternative betydninger, se Psyche. (Se også artikler, som begynder med Psyche)
Psyche er et rumfartøj og kommende rummission, der har til formål at undersøge planetkerner ved at studere asteroiden 16 Psyche, der består af metal. Projektet ledes af Lindy Elkins-Tanton fra Arizona State University, der foreslog dette inkluderer i NASAs Discovery Program. NASA's Jet Propulsion Laboratory (JPL) administrerer projektet.
16 Psyche er den tungeste kendte M-type asteroide og formodes at være den tilbageværende kerne af en protoplanet. Asteroiden kan være resterne efter en ødelæggende kollision med et andet objekt, der har revet protoplanetens ydre lag af. Observationer med radar fra Jorden indikerer, at 16 Psyche består af legering af jern og nikkel. Psyche-missionen blev den 4. januar 2017 sammen med Lucy-missionen valgt som NASA's kommende missioner i Discovery Programmet.

## Overblik over missionen
Rumfartøjet Psyche vil bl.a. benytte solvind til at bringe fartøjet ud til asteroidebæltet og medbringer på rejsen en række instrumenter. Opsendelse forventes at ske i 2022 med ankomst til asteroiden i 2026 efter at have anvendt Mars' tyngdefelt i 2023 til brug for acceleration. Selve undersøgelserne af 16 Psyche er planlagt til at tage 21 måneder.
Data viser, at asteroiden 16 Psyche har en diameter på omkring 252 km. Asteroiden anses at være en kerne fra en protoplanet, der kan have været så stor som Mars, som er blevet ramt af et eller flere andre himmellegemer, hvorefter kun kernen er tilbage.
Rumfartøjet vil blive bygget af NASA JPL i samarbejde med selskabet SSL (tidligere Space Systems/Loral) og Arizona State University.